# جيمس سينغلتون (كرة سلة)
جيمس سينغلتون (بالإنجليزية: James Singleton)‏ مواليد 20 يوليو 1981 في شيكاغو، هو لاعب كرة سلة أمريكي بدأ مسيرته الاحترافية في سنة 2003 ويحمل الرقم 15. يبلغ طوله 6 قدم 8 بوصة (2.0 م).

## فرق لعب لها
- أولمبيا ميلانو
- لوس أنجلوس كليبرز
- ساسكي باسكونيا
- دالاس مافيريكس
- واشنطن ويزاردز
- سنجان فلاينج تايجرز
- غوانغدونغ ساوثرن تايغرز

## إحصائيات المسيرة

### الموسم الاعتيادي
| السنة   | الفريق            | لعب | بدأ | دقيقة | ميداني% | ثلاثية | حرة   | ارتداد | صنع | استلاب | تصدي | نقطة |
| ------- | ----------------- | --- | --- | ----- | ------- | ------ | ----- | ------ | --- | ------ | ---- | ---- |
| 2005–06 | لوس أنجلوس كليبرز | 59  | 10  | 12.8  | .510    | .500   | .780  | 3.3    | .5  | .3     | .4   | 3.4  |
| 2006–07 | لوس أنجلوس كليبرز | 53  | 0   | 7.1   | .366    | .214   | .759  | 2.0    | .3  | .3     | .3   | 1.6  |
| 2008–09 | دالاس مافيريكس    | 62  | 6   | 14.3  | .529    | .325   | .859  | 4.0    | .3  | .4     | .5   | 5.1  |
| 2009–10 | دالاس مافيريكس    | 25  | 0   | 8.4   | .375    | .227   | 1.000 | 2.2    | .4  | .4     | .3   | 2.4  |
| 2009–10 | واشنطن ويزاردز    | 32  | 3   | 23.9  | .384    | .133   | .839  | 6.9    | .7  | .5     | 1.1  | 6.1  |
| 2011–12 | واشنطن ويزاردز    | 12  | 0   | 21.8  | .547    | .222   | .933  | 6.8    | 1.3 | .8     | .7   | 8.2  |
| المسيرة | المسيرة           | 243 | 19  | 13.4  | .462    | .292   | .833  | 3.7    | .4  | .4     | .5   | 3.9  |

### التصفيات
| السنة   | الفريق            | لعب | بدأ | دقيقة | ميداني% | ثلاثية | حرة  | ارتداد | صنع | استلاب | تصدي | نقطة |
| ------- | ----------------- | --- | --- | ----- | ------- | ------ | ---- | ------ | --- | ------ | ---- | ---- |
| 2006    | لوس أنجلوس كليبرز | 7   | 0   | 1.7   | .333    | .000   | .000 | .4     | .3  | .0     | .0   | .3   |
| 2009    | دالاس مافيريكس    | 9   | 0   | 4.7   | .500    | .400   | .000 | .7     | .0  | .0     | .1   | 1.3  |
| المسيرة | المسيرة           | 16  | 0   | 3.4   | .462    | .286   | .000 | .6     | .1  | .0     | .1   | .9   |

## روابط خارجية
- جيمس سينغلتون على موقع الدوري الأوروبي لكرة السلة (الإنجليزية)
- جيمس سينغلتون على موقع إن بي أي (الإنجليزية)
- جيمس سينغلتون على موقع سبورتس رفرنس (الإنجليزية)
- جيمس سينغلتون على موقع الدوري الإسباني لكرة السلة (الإسبانية)
- جيمس سينغلتون على موقع كرة السلة الأوروبية.كوم (الإنجليزية)
- جيمس سينغلتون على موقع كلية كرة السلة في سبورتس رفرنس.كوم (الإنجليزية)
- جيمس سينغلتون على موقع بروبوليرز (الإنجليزية)
- جيمس سينغلتون على موقع سبورتس رفرنس (الإنجليزية)
- جيمس سينغلتون على موقع سبورتس رفرنس (الإنجليزية)